# Psychische Folgen ungewollter Mutterschaft
Unter den psychischen Folgen ungewollter Mutterschaft versteht man zum einen die psychischen Folgen, die eine Frau erleidet, die ungewollt ein Kind zur Welt bringen muss, etwa da ihr eine Abtreibung verweigert wurde. Zum anderen sind die Folgen gemeint, die das Kind aufgrund seiner Ungewolltheit erleidet.

## Konsequenzen ungewollter Mutterschaft
Studien zeigen, dass Frauen, denen eine Abtreibung verweigert wird, ebenso wie ihre Kinder psychischen Risiken ausgesetzt sind. 34 % aller Frauen, denen eine Abtreibung verweigert wurde, gaben an, ihr Kind als Belastung zu sehen. Kinder von Müttern, denen die Abtreibung verweigert wurde, haben mehr psychosomatische Krankheiten als andere Kinder; sie haben schlechtere Schulnoten und benötigen häufiger psychiatrische Behandlung.
Bei einer Studie aus Schweden hatten sich 24 % aller Frauen, denen eine Abtreibung verweigert wurde, nicht an die Situation anpassen können. 53 % hatten sich nur mit Schwierigkeiten anpassen können und 23 % konnten als gut an die Situation angepasst beschrieben werden.
Mütter ungewollter Kinder haben nach einer Studie zu diesen oft von negativen Emotionen geprägte Beziehungen. Ungewollte Kinder werden häufiger geschlagen und ihre Eltern verbringen weniger Zeit mit ihnen. Dies beeinträchtigt die Persönlichkeitsentwicklung der Kinder und deren Schulleistungen. Noch im Erwachsenenalter zeigen sich die Einflüsse auf die seelische Gesundheit, das Berufsleben und das Eheleben der ungewollten Kinder.